# Tweede Kamerverkiezingen in het kiesdistrict Zuidhorn

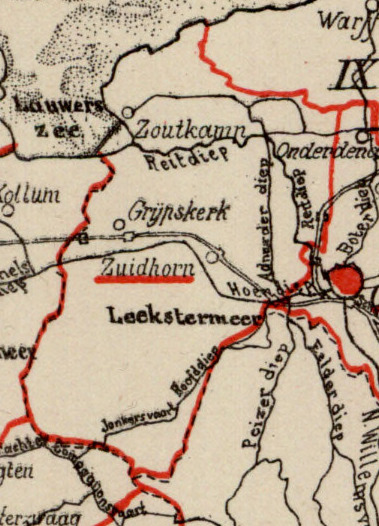
Kiesdistrict Zuidhorn (1888)

Tweede Kamerverkiezingen in het kiesdistrict Zuidhorn geeft een overzicht van verkiezingen voor de Nederlandse Tweede Kamer in het kiesdistrict Zuidhorn in de periode 1850-1918.
Het kiesdistrict Zuidhorn werd ingesteld in 1850 bij de inwerkingtreding van de Kieswet. Tot het kiesdistrict behoorden de volgende gemeenten: Adorp, Aduard, Baflo, Bedum, Eenrum, Ezinge, Grijpskerk, Grootegast, Hoogkerk, Kloosterburen, Leek, Leens, Marum, Noorddijk, Oldehove, Oldekerk, Ulrum, Warffum, Winsum en Zuidhorn.
In 1858 werd de indeling van het kiesdistrict gewijzigd. De gemeenten Grootegast en Marum werden toegevoegd aan het kiesdistrict Dokkum. Tevens werd een gedeelte van het kiesdistrict Appingedam (de gemeenten Kantens, Middelstum en Usquert) toegevoegd aan het kiesdistrict Zuidhorn.
In 1864 werd de indeling van het kiesdistrict wederom gewijzigd. De gemeenten Baflo, Bedum en Warffum werden toegevoegd aan het kiesdistrict Appingedam en de gemeenten Adorp, Hoogkerk, Noorddijk en Winsum aan het kiesdistrict Groningen. Tevens werd een gedeelte van de kiesdistricten Assen (de gemeenten Eelde, Norg, Peize en Roden) en Dokkum (de gemeenten Grootegast en Marum) toegevoegd aan het kiesdistrict Zuidhorn.
In 1869 werd de indeling van het kiesdistrict wederom gewijzigd. De gemeenten Grijpskerk, Grootegast en Marum werden toegevoegd aan het kiesdistrict Dokkum. Tevens werd een gedeelte van de kiesdistricten Appingedam (de gemeente Baflo) en Groningen (de gemeenten Adorp, Noorddijk en Winsum) toegevoegd aan het kiesdistrict Zuidhorn.
In 1878 werd de indeling van het kiesdistrict wederom gewijzigd. De gemeenten Adorp, Baflo, Bedum, Eenrum, Kloosterburen, Noorddijk, Warffum en Winsum werden toegevoegd aan het kiesdistrict Appingedam. Tevens werd een gedeelte van het kiesdistrict Dokkum (de gemeenten Grijpskerk, Grootegast en Marum) toegevoegd aan het kiesdistrict Zuidhorn.
In 1888 werd de indeling van het kiesdistrict wederom gewijzigd. De gemeenten Eelde, Norg, Peize en Roden werden toegevoegd aan het kiesdistrict Assen. Tevens werd een gedeelte van de kiesdistricten Appingedam (de gemeente Kloosterburen) en Groningen (de gemeente Hoogkerk) toegevoegd aan het kiesdistrict Zuidhorn.
Het kiesdistrict Zuidhorn vaardigde in dit tijdvak per zittingsperiode één lid af naar de Tweede Kamer. 
Legenda
- cursief: in de eerste verkiezingsronde geëindigd op de eerste of tweede plaats, en geplaatst voor de tweede ronde;
- vet: gekozen als lid van de Tweede Kamer.

## 27 augustus 1850
De verkiezingen werden gehouden na ontbinding van de Tweede Kamer, na inwerkingtreding van de Kieswet waarbij het kiesdistrict Zuidhorn werd ingesteld.
|                  | 27 augustus |
| ---------------- | ----------- |
| Kiesgerechtigden | 1.482       |
| Opkomst          | 690         |
| Geldige stemmen  | 647         |
| Blanco stemmen   | 5           |
| Kandidaten       |             |
| G. Reinders      | 456         |
| J.G. Allershof   | 44          |
| J.F. Zijlker     | 26          |

## 8 juni 1852
De verkiezingen werden gehouden vanwege de afloop van de zittingstermijn van het gekozen lid. 
|                                         | 8 juni |
| --------------------------------------- | ------ |
| Kiesgerechtigden                        | 1.512  |
| Opkomst                                 | 582    |
| Geldige stemmen                         | 578    |
| Blanco stemmen                          | 2      |
| Kandidaten                              |        |
| G. Reinders                             | 504    |
| A.J. Thomassen à Thuessink van der Hoop | 18     |

## 17 mei 1853
De verkiezingen werden gehouden na ontbinding van de Tweede Kamer.
|                        | 17 mei |
| ---------------------- | ------ |
| Kiesgerechtigden       | 1.493  |
| Opkomst                | 611    |
| Geldige stemmen        | 598    |
| Blanco stemmen         | 1      |
| Kandidaten             |        |
| G. Reinders            | 382    |
| O.Q.J.J. van Swinderen | 140    |
| G.W.H. van Imhoff      | 31     |

## 13 juni 1854
De verkiezingen werden gehouden vanwege de afloop van de zittingstermijn van het gekozen lid. 
|                        | 13 juni |
| ---------------------- | ------- |
| Kiesgerechtigden       | 1.493   |
| Opkomst                | 631     |
| Geldige stemmen        | 624     |
| Blanco stemmen         | 3       |
| Kandidaten             |         |
| G. Reinders            | 440     |
| O.Q.J.J. van Swinderen | 144     |

## 8 juni 1858
De verkiezingen werden gehouden vanwege de afloop van de zittingstermijn van het gekozen lid. 
|                        | 8 juni |
| ---------------------- | ------ |
| Kiesgerechtigden       | 1.567  |
| Opkomst                | 565    |
| Geldige stemmen        | 561    |
| Blanco stemmen         | 1      |
| Kandidaten             |        |
| G. Reinders            | 391    |
| O.Q.J.J. van Swinderen | 126    |
| H.W. Willemsen         | 20     |

## 10 juni 1862
De verkiezingen werden gehouden vanwege de afloop van de zittingstermijn van het gekozen lid. 
|                  | 10 juni |
| ---------------- | ------- |
| Kiesgerechtigden | 1.634   |
| Opkomst          | 705     |
| Geldige stemmen  | 692     |
| Blanco stemmen   | 13      |
| Kandidaten       |         |
| G. Reinders      | 411     |

## 12 juni 1866
De verkiezingen werden gehouden vanwege de afloop van de zittingstermijn van het gekozen lid. 
|                         | 12 juni |
| ----------------------- | ------- |
| Kiesgerechtigden        | 1.341   |
| Opkomst                 | 467     |
| Geldige stemmen         | 465     |
| Blanco stemmen          | 0       |
| Kandidaten              |         |
| G. Reinders             | 267     |
| G. Groen van Prinsterer | 119     |
| J.H. Geertsema          | 55      |

## 30 oktober 1866
De verkiezingen werden gehouden na ontbinding van de Tweede Kamer.
|                   | 30 oktober |
| ----------------- | ---------- |
| Kiesgerechtigden  | 1.341      |
| Opkomst           | 709        |
| Geldige stemmen   | 707        |
| Blanco stemmen    | 1          |
| Kandidaten        |            |
| G. Reinders       | 446        |
| L.W.C. Keuchenius | 137        |
| E. van Loon       | 94         |

## 22 januari 1868
De verkiezingen werden gehouden na ontbinding van de Tweede Kamer.
|                         | 22 januari |
| ----------------------- | ---------- |
| Kiesgerechtigden        | 1.368      |
| Opkomst                 | 602        |
| Geldige stemmen         | 599        |
| Blanco stemmen          | 1          |
| Kandidaten              |            |
| G. Reinders             | 368        |
| G. Groen van Prinsterer | 122        |
| J.H. Geertsema          | 68         |

## 24 maart 1869
Geert Reinders, gekozen bij de verkiezingen van 22 januari 1868, overleed op 24 februari 1869. Om in de ontstane vacature te voorzien werd een tussentijdse verkiezing gehouden.
|                                   | 24 maart | 7 april |
| --------------------------------- | -------- | ------- |
| Kiesgerechtigden                  | 1.368    | 1.368   |
| Opkomst                           | 531      | 632     |
| Geldige stemmen                   | 529      | 631     |
| Blanco stemmen                    | 2        | 1       |
| Kandidaten                        |          |         |
| N. Olivier                        | 255      | 255     |
| E. de Wendt Alberda van Ekenstein | 115      | 196     |
| H.W. Wierda                       | 115      | 180     |
| B.J. Gratama                      | 65       |         |

## 8 juni 1869
De verkiezingen werden gehouden vanwege de afloop van de zittingstermijn van het gekozen lid.
|                  | 8 juni | 22 juni |
| ---------------- | ------ | ------- |
| Kiesgerechtigden | 1.417  | 1.417   |
| Opkomst          | 736    | 672     |
| Geldige stemmen  | 725    | 667     |
| Blanco stemmen   | 0      | 3       |
| Kandidaten       |        |         |
| N. Olivier       | 331    | 363     |
| H.W. Wierda      | 206    | 304     |
| B.J. Gratama     | 170    |         |

## 8 december 1869
Nicolaas Olivier, gekozen bij de verkiezingen van 8 juni 1869, overleed op 12 november 1869. Om in de ontstane vacature te voorzien werd een tussentijdse verkiezing gehouden.
|                                   | 8 december |
| --------------------------------- | ---------- |
| Kiesgerechtigden                  | 1.417      |
| Opkomst                           | 558        |
| Geldige stemmen                   | 556        |
| Blanco stemmen                    | 1          |
| Kandidaten                        |            |
| E.J.J.B. Cremers                  | 310        |
| B.J. Gratama                      | 121        |
| H.W. Wierda                       | 66         |
| E. de Wendt Alberda van Ekenstein | 31         |

## 10 juni 1873
De verkiezingen werden gehouden vanwege de afloop van de zittingstermijn van het gekozen lid. 
|                  | 10 juni |
| ---------------- | ------- |
| Kiesgerechtigden | 1.506   |
| Opkomst          | 429     |
| Geldige stemmen  | 423     |
| Blanco stemmen   | 4       |
| Kandidaten       |         |
| E.J.J.B. Cremers | 317     |
| S. van Velzen    | 85      |

## 12 juni 1877
De verkiezingen werden gehouden vanwege de afloop van de zittingstermijn van het gekozen lid. 
|                  | 12 juni |
| ---------------- | ------- |
| Kiesgerechtigden | 1.568   |
| Opkomst          | 646     |
| Geldige stemmen  | 639     |
| Blanco stemmen   | 3       |
| Kandidaten       |         |
| E.J.J.B. Cremers | 423     |
| J.G. Nederhoed   | 197     |

## 14 juni 1881
De verkiezingen werden gehouden vanwege de afloop van de zittingstermijn van het gekozen lid. 
|                  | 14 juni |
| ---------------- | ------- |
| Kiesgerechtigden | 1.483   |
| Opkomst          | 659     |
| Geldige stemmen  | 653     |
| Blanco stemmen   | 4       |
| Kandidaten       |         |
| E.J.J.B. Cremers | 368     |
| B.J. Gratama     | 272     |

## 28 oktober 1884
De verkiezingen werden gehouden na vervroegde ontbinding van de Tweede Kamer.
|                         | 28 oktober |
| ----------------------- | ---------- |
| Kiesgerechtigden        | 1.497      |
| Opkomst                 | 769        |
| Geldige stemmen         | 765        |
| Blanco stemmen          | 2          |
| Kandidaten              |            |
| E.J.J.B. Cremers        | 452        |
| M.A. de Savornin Lohman | 290        |

## 15 juni 1886
De verkiezingen werden gehouden na vervroegde ontbinding van de Tweede Kamer.
|                  | 15 juni | 29 juni |
| ---------------- | ------- | ------- |
| Kiesgerechtigden | 1.551   | 1.551   |
| Opkomst          | 1.020   | 1.077   |
| Geldige stemmen  | 1.016   | 1.075   |
| Blanco stemmen   | 4       | 1       |
| Kandidaten       |         |         |
| E.J.J.B. Cremers | 497     | 675     |
| U.H. Huber       | 283     | 400     |
| K.P. Feringa     | 230     |         |

## 1 september 1887
De verkiezingen werden gehouden na vervroegde ontbinding van de Tweede Kamer.
|                  | 1 september |
| ---------------- | ----------- |
| Kiesgerechtigden | 1.521       |
| Opkomst          | 794         |
| Geldige stemmen  | 791         |
| Blanco stemmen   | 2           |
| Kandidaten       |             |
| E.J.J.B. Cremers | 488         |
| S. van Velzen    | 276         |

## 6 maart 1888
De verkiezingen werden gehouden na vervroegde ontbinding van de Tweede Kamer.
|                  | 6 maart | 20 maart |
| ---------------- | ------- | -------- |
| Kiesgerechtigden | 3.342   | 3.342    |
| Opkomst          | 2.801   | 2.971    |
| Geldige stemmen  | 2.795   | 2.962    |
| Blanco stemmen   | 2       | 6        |
| Kandidaten       |         |          |
| E.J.J.B. Cremers | 1.146   | 1.662    |
| S. van Velzen    | 1.171   | 1.300    |
| J.H. Smit        | 341     |          |
| E. Warmolts      | 129     |          |

## 12 februari 1891
Eppo Cremers, gekozen bij de verkiezingen van 6 maart 1888, trad op 17 januari 1891 af vanwege zijn verkiezing als lid van de Eerste Kamer. Om in de ontstane vacature te voorzien werd een tussentijdse verkiezing gehouden.
|                  | 12 februari |
| ---------------- | ----------- |
| Kiesgerechtigden | 3.241       |
| Opkomst          | 2.388       |
| Geldige stemmen  | 2.374       |
| Blanco stemmen   | 8           |
| Kandidaten       |             |
| G. Zijlma        | 1.252       |
| A. Brummelkamp   | 891         |
| K.P. Feringa     | 220         |

## 9 juni 1891
De verkiezingen werden gehouden na ontbinding van de Tweede Kamer.
|                       | 9 juni |
| --------------------- | ------ |
| Kiesgerechtigden      | 3.299  |
| Opkomst               | 2.279  |
| Geldige stemmen       | 2.265  |
| Blanco stemmen        | 10     |
| Kandidaten            |        |
| G. Zijlma             | 1.265  |
| M. Noordtzij          | 882    |
| F. Domela Nieuwenhuis | 75     |

## 10 april 1894
De verkiezingen werden gehouden na vervroegde ontbinding van de Tweede Kamer.
|                  | 10 april |
| ---------------- | -------- |
| Kiesgerechtigden | 3.179    |
| Opkomst          | 1.056    |
| Geldige stemmen  | 1.047    |
| Blanco stemmen   | 5        |
| Kandidaten       |          |
| G. Zijlma        | 1.015    |

## 15 juni 1897
De verkiezingen werden gehouden na ontbinding van de Tweede Kamer.
|                   | 15 juni | 25 juni |
| ----------------- | ------- | ------- |
| Kiesgerechtigden  | 6.300   | 6.300   |
| Opkomst           | 4.688   | 5.412   |
| Geldige stemmen   | 4.571   | 5.336   |
| Blanco stemmen    | 117     | 76      |
| Kandidaten        |         |         |
| G. Zijlma         | 1.373   | 3.022   |
| A. Kuyper         | 2.019   | 2.314   |
| R. Boonstra       | 971     |         |
| W.P.G. Helsdingen | 208     |         |

## 14 juni 1901
De verkiezingen werden gehouden na ontbinding van de Tweede Kamer.
|                  | 14 juni | 27 juni |
| ---------------- | ------- | ------- |
| Kiesgerechtigden | 6.421   | 6.421   |
| Opkomst          | 4.841   | 5.277   |
| Geldige stemmen  | 4.760   | 5.214   |
| Blanco stemmen   | 81      | 63      |
| Kandidaten       |         |         |
| G. Zijlma        | 1.880   | 2.811   |
| J.C. Wirtz       | 2.157   | 2.403   |
| P.J. Troelstra   | 723     |         |

## 16 juni 1905
De verkiezingen werden gehouden na ontbinding van de Tweede Kamer.
|                  | 16 juni | 28 juni |
| ---------------- | ------- | ------- |
| Kiesgerechtigden | 7.880   | 7.880   |
| Opkomst          | 7.133   | 7.330   |
| Geldige stemmen  | 7.047   | 7.273   |
| Blanco stemmen   | 86      | 57      |
| Kandidaten       |         |         |
| G. Zijlma        | 2.726   | 3.950   |
| D.G. Postma      | 3.197   | 3.323   |
| W.H. Vliegen     | 1.124   |         |

## 11 juni 1909
De verkiezingen werden gehouden na ontbinding van de Tweede Kamer.
|                  | 11 juni | 23 juni |
| ---------------- | ------- | ------- |
| Kiesgerechtigden | 8.647   | 8.647   |
| Opkomst          | 7.884   | 7.812   |
| Geldige stemmen  | 7.777   | 7.757   |
| Blanco stemmen   | 107     | 55      |
| Kandidaten       |         |         |
| E.M. Teenstra    | 3.326   | 4.154   |
| G. Hofstede      | 3.617   | 3.603   |
| W.H. Vliegen     | 834     |         |

## 17 juni 1913
De verkiezingen werden gehouden na ontbinding van de Tweede Kamer.
|                  | 17 juni | 25 juni |
| ---------------- | ------- | ------- |
| Kiesgerechtigden | 9.324   | 9.324   |
| Opkomst          | 8.508   | 8.262   |
| Geldige stemmen  | 8.428   | 8.227   |
| Blanco stemmen   | 80      | 35      |
| Kandidaten       |         |         |
| E.M. Teenstra    | 4.116   | 4.783   |
| A. Zijlstra      | 3.627   | 3.444   |
| P. Hiemstra      | 685     |         |

## 15 juni 1917
De verkiezingen werden gehouden na ontbinding van de Tweede Kamer.
|                  | 15 juni |
| ---------------- | ------- |
| Kiesgerechtigden | 9.908   |
| Opkomst          | 3.908   |
| Geldige stemmen  | 3.857   |
| Blanco stemmen   | 51      |
| Kandidaten       |         |
| E.M. Teenstra    | 3.405   |
| G. Sterringa     | 452     |

## Opheffing
De verkiezing van 1917 was de laatste verkiezing voor het kiesdistrict Zuidhorn. In 1918 werd voor verkiezingen voor de Tweede Kamer overgegaan op een systeem van evenredige vertegenwoordiging met kandidatenlijsten van politieke partijen.